# Arcola (Italië)
Arcola is een gemeente in de Italiaanse provincie La Spezia (regio Ligurië) en telt 10.145 inwoners (31-12-2004). De oppervlakte bedraagt 16,4 km², de bevolkingsdichtheid is 617 inwoners per km².

## Demografie
Arcola telt ongeveer 4261 huishoudens. Het aantal inwoners steeg in de periode 1991-2001 met 3,5% volgens cijfers uit de tienjaarlijkse volkstellingen van ISTAT.
| Jaar | Inwoneraantal |
| ---- | ------------- |
| 1991 | 9579          |
| 2001 | 9914          |

## Geografie
Arcola grenst aan de volgende gemeenten: La Spezia, Lerici, Sarzana, Vezzano Ligure.

## Externe link

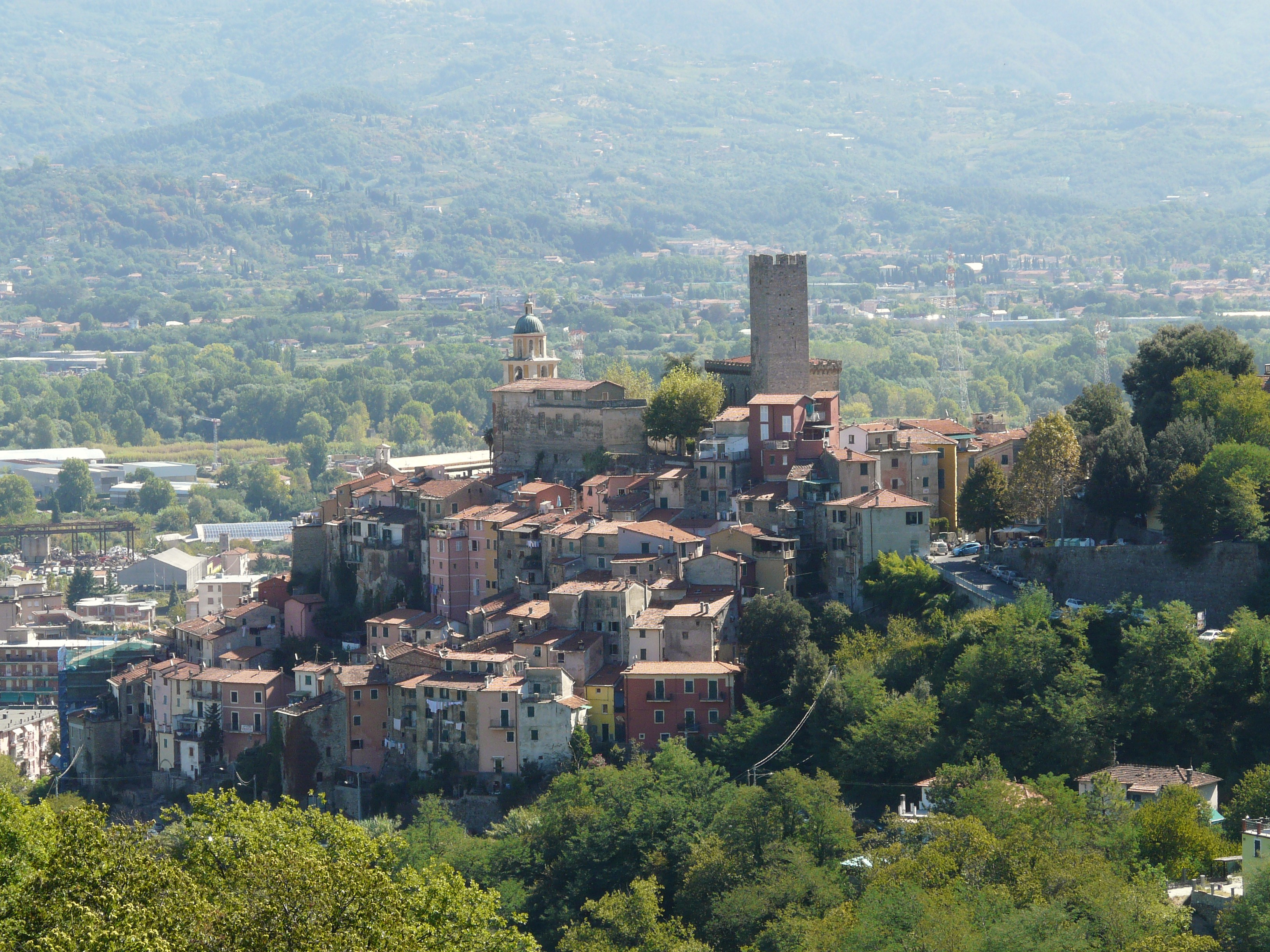
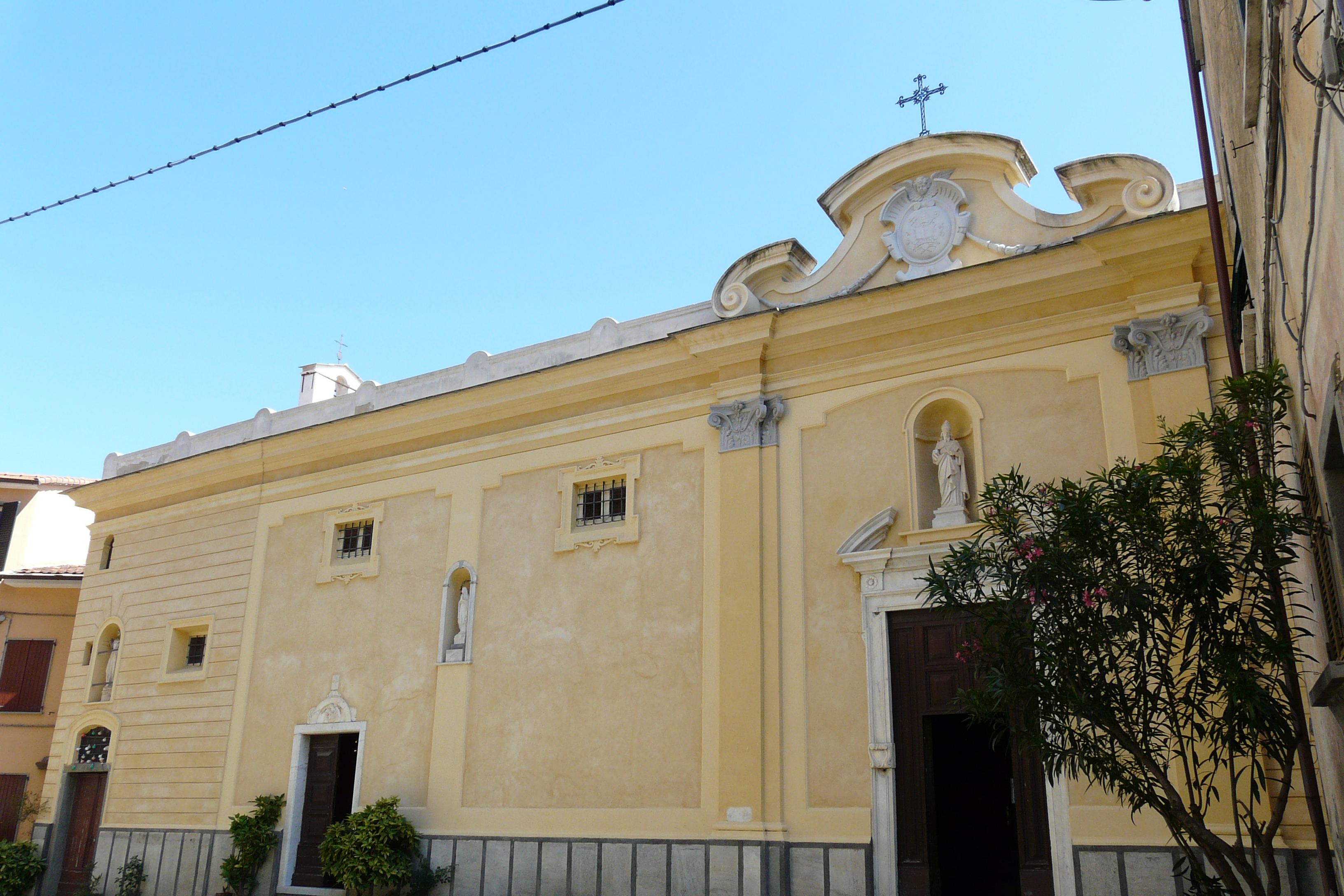
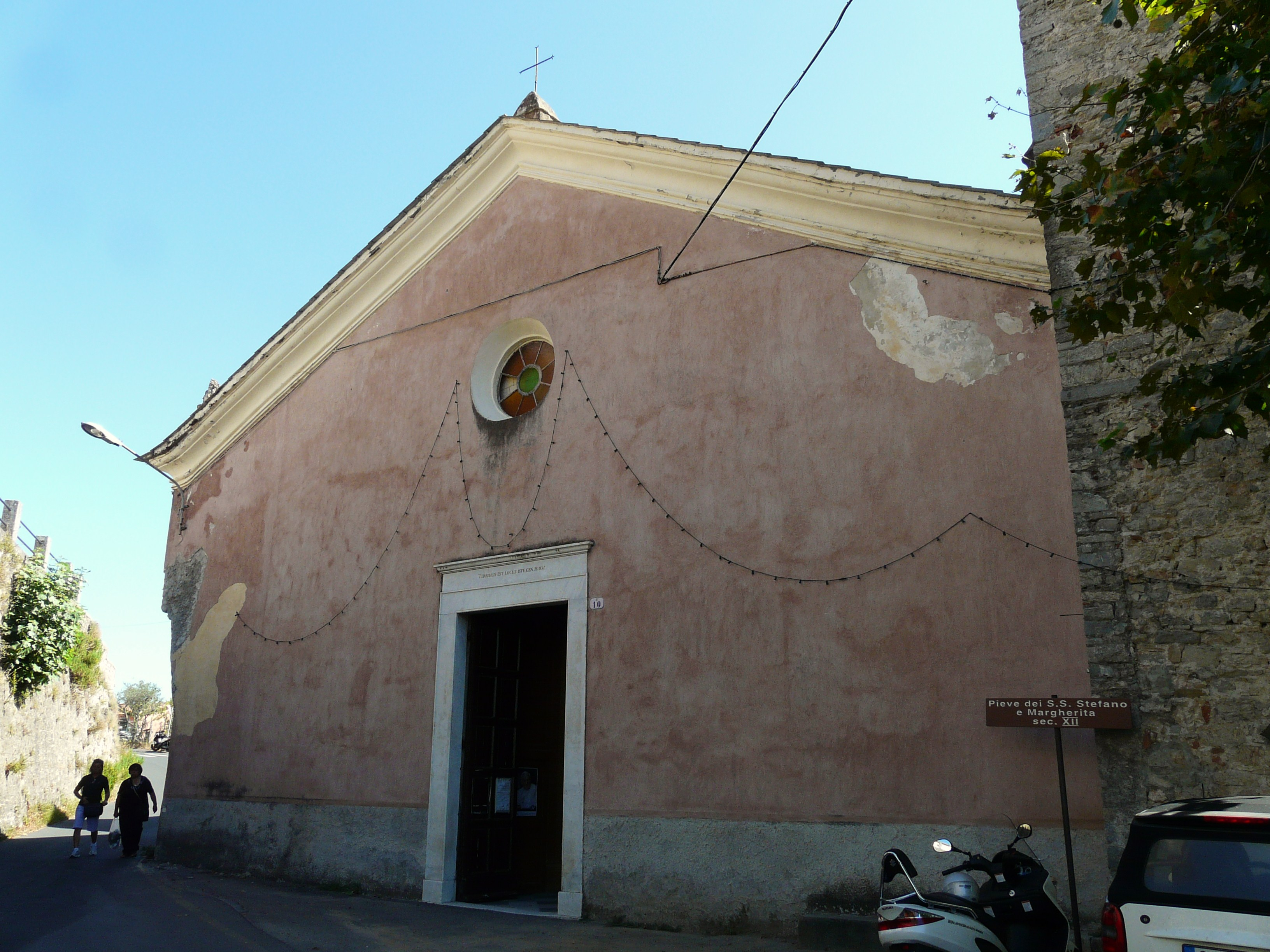
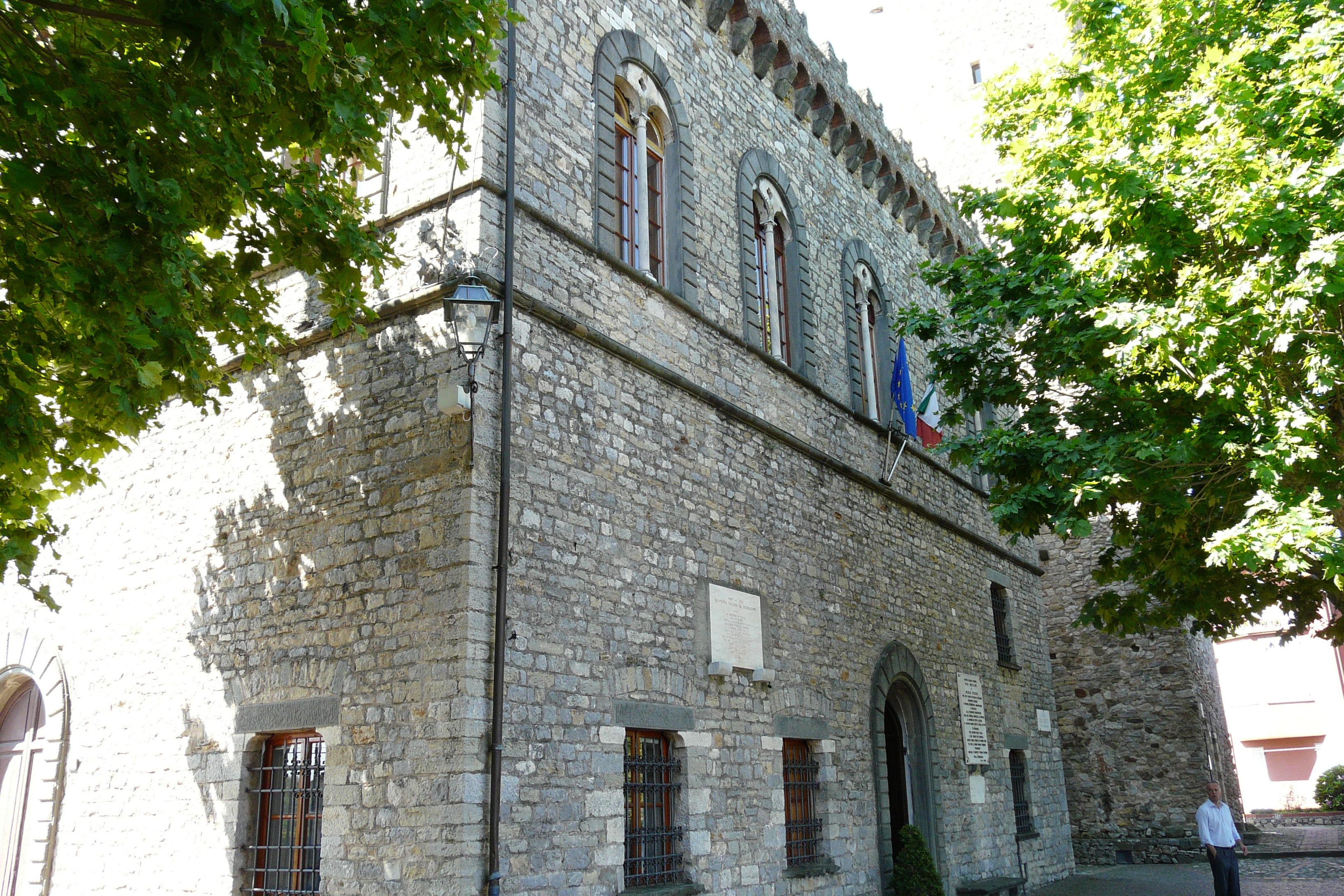
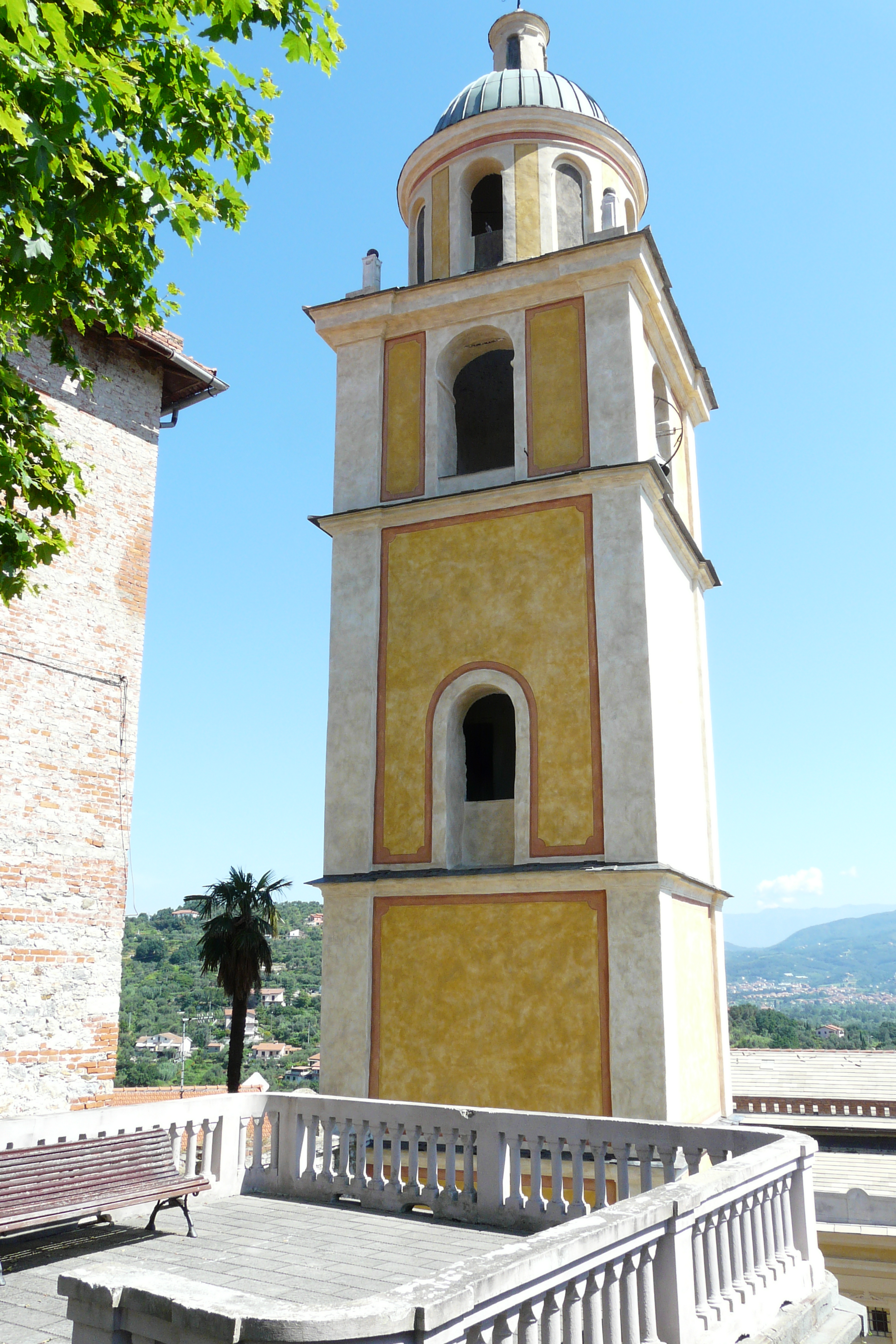
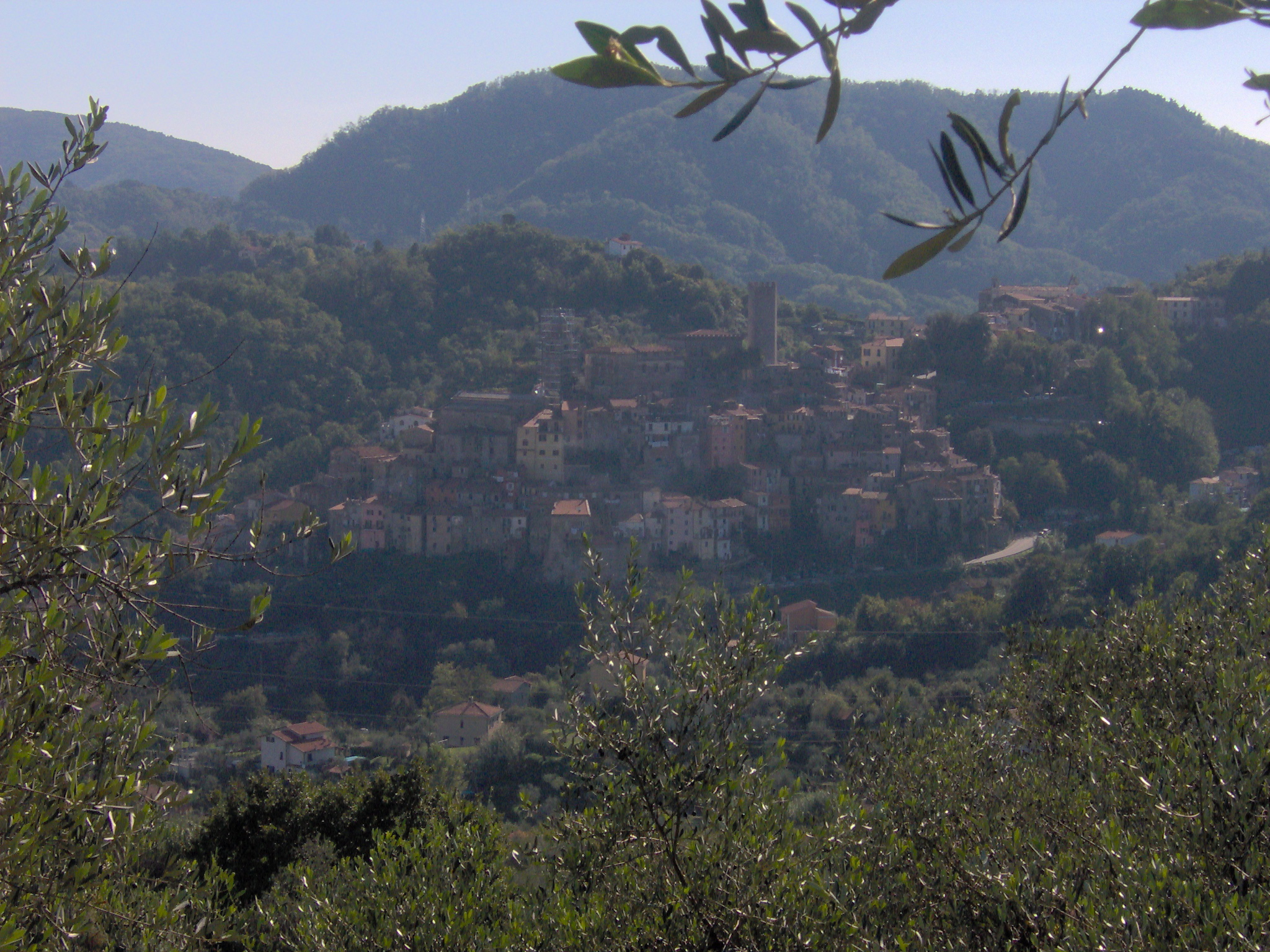
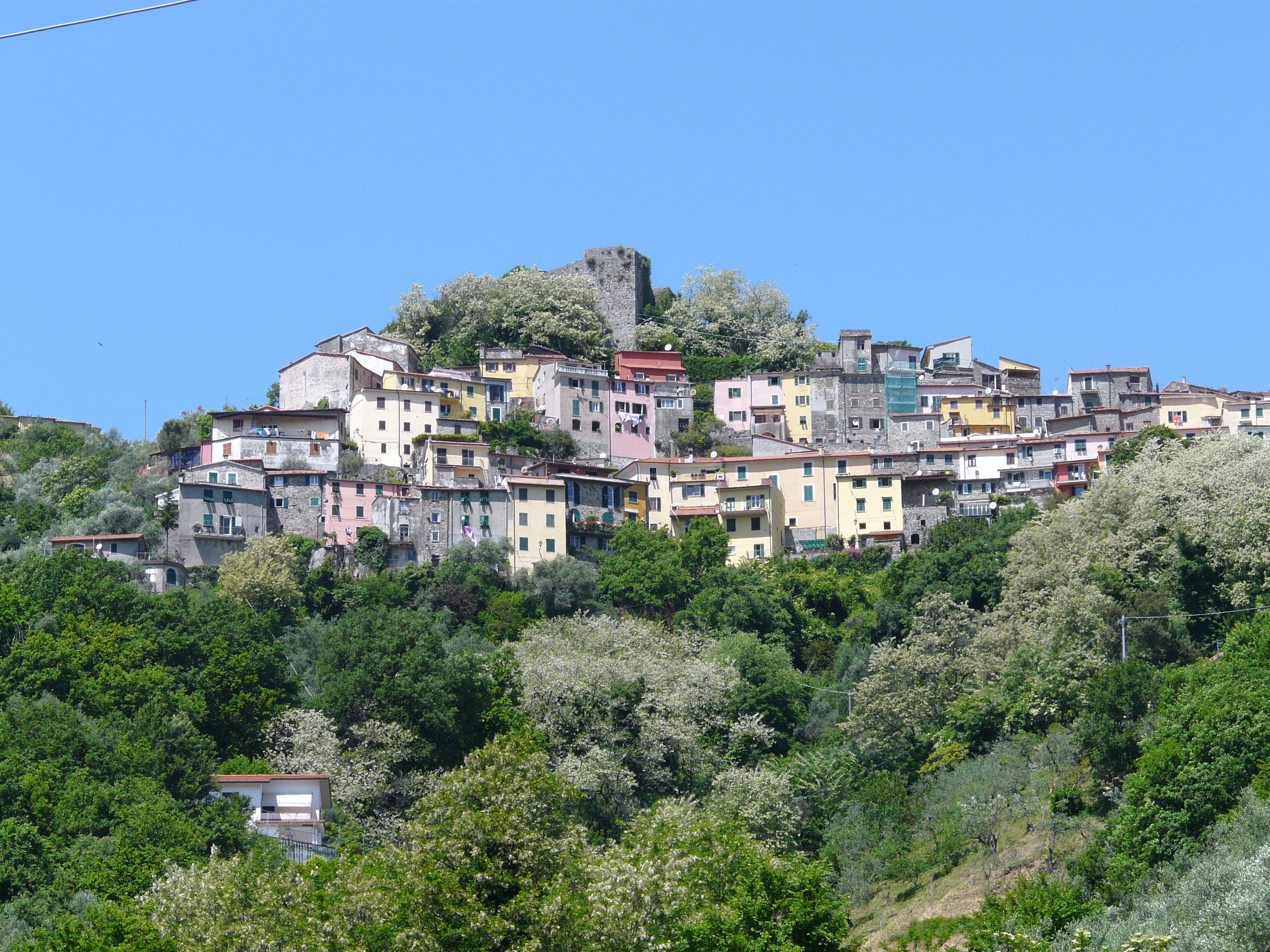
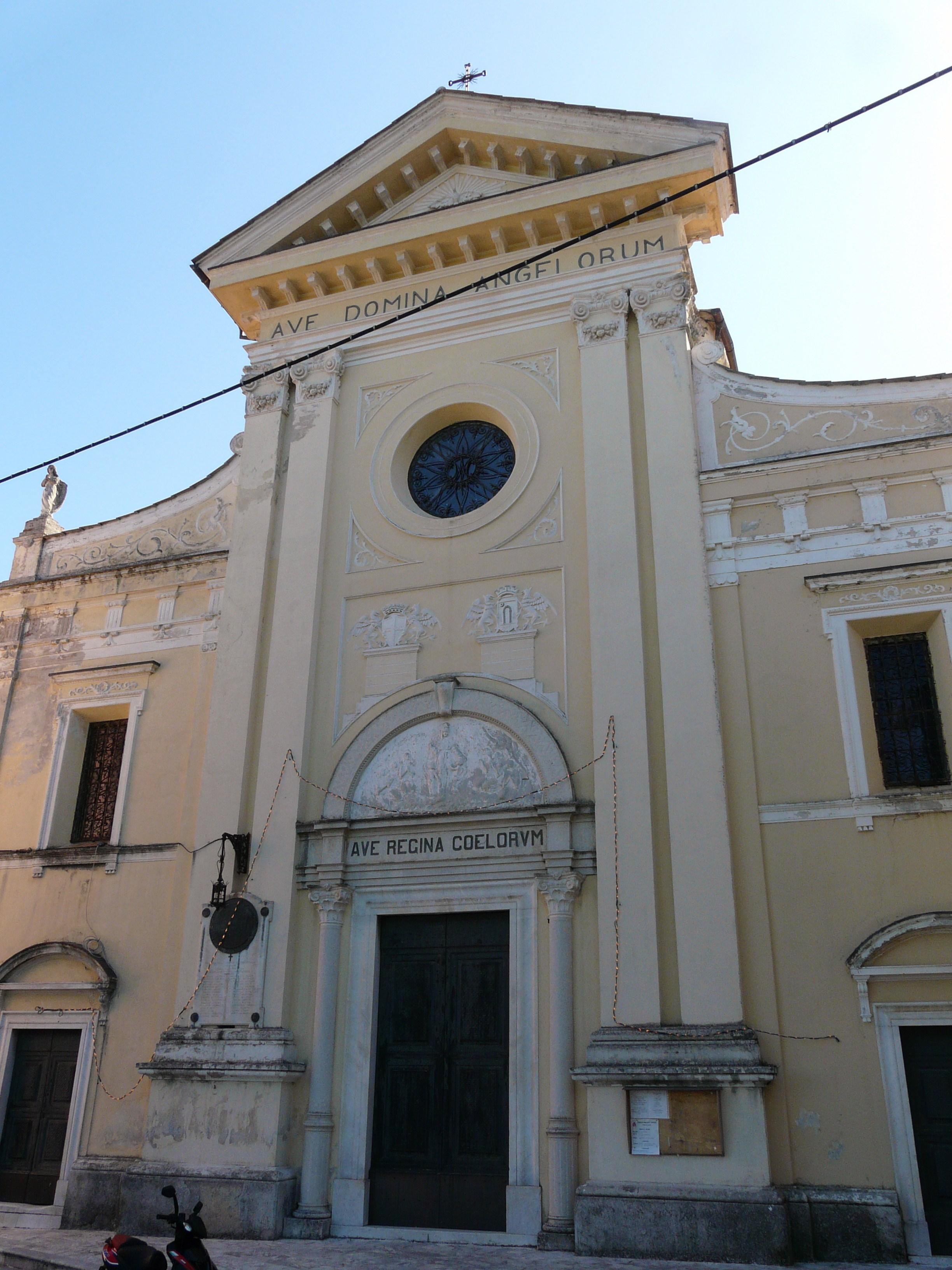